# بوريلفيل (رود آيلاند)
بوريلفيل (بالإنجليزية: Burrillville)‏ هي بلدة تقع بولاية رود آيلاند في الولايات المتحدة. تبلغ مساحتها 148 (كم²)، وترتفع عن سطح البحر 179 م، بلغ عدد سكانها 15955 نسمة في عام 2010 حسب إحصاء مكتب تعداد الولايات المتحدة وتصل الكثافة السكانية فيها 110.9 نسمة/كم2.

## المناخ
يظهر الجدول التالي التغييرات المناخية على مدار السنة لبوريلفيل:
| البيانات المناخية لـبوريلفيل      | البيانات المناخية لـبوريلفيل | البيانات المناخية لـبوريلفيل | البيانات المناخية لـبوريلفيل | البيانات المناخية لـبوريلفيل | البيانات المناخية لـبوريلفيل | البيانات المناخية لـبوريلفيل | البيانات المناخية لـبوريلفيل | البيانات المناخية لـبوريلفيل | البيانات المناخية لـبوريلفيل | البيانات المناخية لـبوريلفيل | البيانات المناخية لـبوريلفيل | البيانات المناخية لـبوريلفيل | البيانات المناخية لـبوريلفيل |
| الشهر                             | يناير                        | فبراير                       | مارس                         | أبريل                        | مايو                         | يونيو                        | يوليو                        | أغسطس                        | سبتمبر                       | أكتوبر                       | نوفمبر                       | ديسمبر                       | المعدل السنوي                |
| --------------------------------- | ---------------------------- | ---------------------------- | ---------------------------- | ---------------------------- | ---------------------------- | ---------------------------- | ---------------------------- | ---------------------------- | ---------------------------- | ---------------------------- | ---------------------------- | ---------------------------- | ---------------------------- |
| الدرجة القصوى °ف (°م)             | 67 (19)                      | 68 (20)                      | 88 (31)                      | 94 (34)                      | 93 (34)                      | 94 (34)                      | 97 (36)                      | 97 (36)                      | 94 (34)                      | 84 (29)                      | 78 (26)                      | 75 (24)                      | 97 (36)                      |
| متوسط درجة الحرارة الكبرى °ف (°م) | 35 (2)                       | 38 (3)                       | 47 (8)                       | 58 (14)                      | 69 (21)                      | 76 (24)                      | 81 (27)                      | 79 (26)                      | 72 (22)                      | 61 (16)                      | 50 (10)                      | 39 (4)                       | 59 (15)                      |
| متوسط درجة الحرارة الصغرى °ف (°م) | 16 (−9)                      | 19 (−7)                      | 27 (−3)                      | 36 (2)                       | 46 (8)                       | 55 (13)                      | 60 (16)                      | 59 (15)                      | 51 (11)                      | 39 (4)                       | 32 (0)                       | 22 (−6)                      | 39 (4)                       |
| أدنى درجة حرارة °ف (°م)           | −13 (−25)                    | −11 (−24)                    | −1 (−18)                     | 14 (−10)                     | 27 (−3)                      | 38 (3)                       | 42 (6)                       | 39 (4)                       | 31 (−1)                      | 21 (−6)                      | 4 (−16)                      | −15 (−26)                    | −15 (−26)                    |
| الهطول إنش (مم)                   | 4.97 (126)                   | 4.00 (102)                   | 5.09 (129)                   | 4.49 (114)                   | 4.00 (102)                   | 4.04 (103)                   | 3.84 (98)                    | 4.51 (115)                   | 3.99 (101)                   | 4.61 (117)                   | 4.97 (126)                   | 4.66 (118)                   | 53.17 (1٬351)                |
| متوسط تساقط الثلوج إنش (سم)       | 11.5 (29)                    | 10 (25)                      | 2.1 (5.3)                    | 0.9 (2.3)                    | 0 (0)                        | 0 (0)                        | 0 (0)                        | 0 (0)                        | 0 (0)                        | 0.2 (0.51)                   | 2 (5.1)                      | 10.7 (27)                    | 37.4 (94.21)                 |
| المصدر:                           |                              |                              |                              |                              |                              |                              |                              |                              |                              |                              |                              |                              |                              |

## وصلات خارجية
- Town of Burrillville
- The US50 - Cities and Towns in Rhode Island State
- Rhode Island Cities and Towns, Facts, Map, Flag, Colleges, Government, and More